# Kira Kazantsev
Kira Kazantsev (San Francisco, 20 luglio 1991) è una modella statunitense.
Ha vinto il 14 settembre 2014 Miss America 2015. Ha vinto il titolo di Miss New York il 24 maggio 2014 mentre era già stata Miss City di New York.
Kazantsev ha partecipato al concorso Miss New York 2013 come Miss Cosmopolitan. È arrivata nelle 10 finaliste.